# Taxodioideae

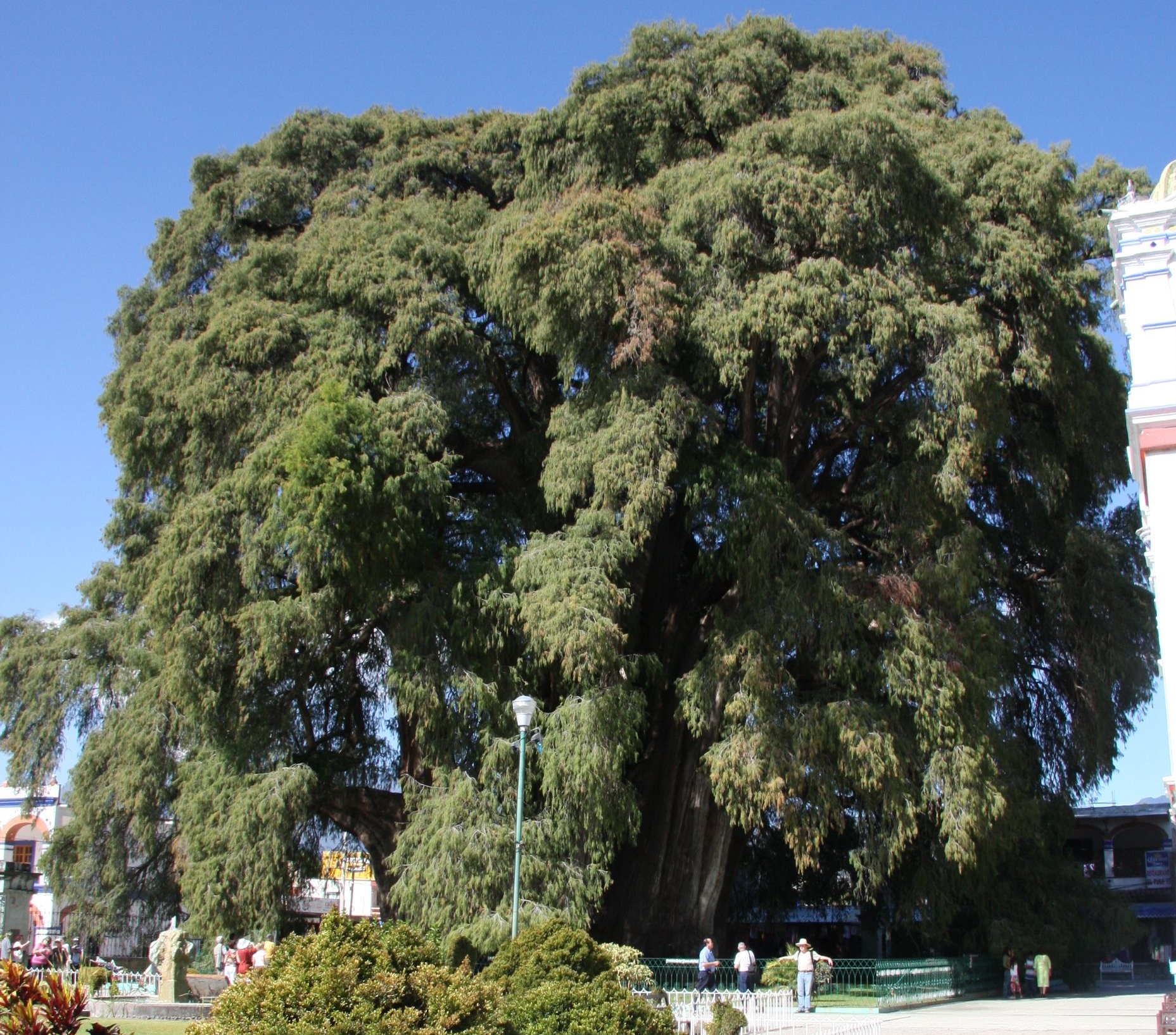
Taxodium mucronatum.

Taxodioideae é uma subfamília da família Cupressaceae, que agrupa três géneros de plantas arbóreas com distribuição natural pelas regiões temperadas e subtropicais do leste da Ásia e do sul da América do Norte.

## Descrição
As espécies que integram a subfamília Taxodioideae são árvores perenifólias ou caducifólias com folhagem durante o verão. As folhas são semelhantes a agulhas ou escamas, dispostas em espiral nos ramos. A substância química taiwaniaflavona não é produzida nas folhas.
Todos os membros deste agrupamento são unissexuais (monóicos) com óvulos ortótropos (eretos).

## Sistemática
A subfamília Taxodioideae foi proposta em 1873 por Karl Heinrich Koch na sua obra Dendrologie. Bäume, Sträucher und Halbsträucher, welche in Mittel- und Nord-Europa im Freien kultiviert werden. Kritisch beleuchtet von Karl Koch, vol. 2(2), p. 186. São sinónimos taxonómicos os nomes Cryptomeriaceae Hayata e Limnopityaceae Hayata.
A subfamília Taxodioideae inclui apenas três géneros extantes, dos quais dois são géneros monoespecíficos, ou seja contêm apenas uma espécie extante.
- Cryptomeria, monotípico;
- Glyptostrobus, monotípico;
- Taxodium, com três espécies, é o género tipo desta subfamília.

| Imagem | Género        | Espécies extantes                                                                       |
| ------ | ------------- | --------------------------------------------------------------------------------------- |
|        | Taxodium      | - Taxodium ascendens Brongn. - Taxodium distichum (L.) Rich. - Taxodium mucronatum Ten. |
|        | Glyptostrobus | - Glyptostrobus pensilis(Staunton ex D.Don) K.Koch                                      |
|        | Cryptomeria   | - Cryptomeria japonica(L.f.) D.Don                                                      |